# پروژه درود بر مریم (فیلم)
پروژه درود بر مریم (انگلیسی: Project Hail Mary) یک فیلم علمی تخیلی آمریکایی بر پایه رمان پروژه درود بر مریم اثر اندی ویر است. این فیلم به کارگردانی و تهیه‌کنندگی مشترک فیل لرد و کریستوفر میلر و به نویسندگی درو گادرد است و و در آن رایان گاسلینگ، ساندرا هولر و میلانا واینتروب بازی کردند.

## داستان
فضانورد رایلند گریس در یک فضاپیما بدون هیچ خاطره‌ای از خودش یا مأموریتش به هوش می‌آید. او به تدریج متوجه می‌شود که تنها بازمانده از گروهی است که به سامانهٔ خورشیدی تاو نهنگ فرستاده شده‌اند تا راه حلی برای یک رویداد فاجعه‌بار روی زمین پیدا کنند. گریس در جستجوی جواب‌ها باید به دانش علمی گسترده، نبوغ محض و اراده انسانی خود تکیه کند - اما شاید مجبور نباشد در این راه به تنهایی به جستجو بپردازد.

## بازیگران
- رایان گاسلینگ در نقش رایلند گریس، تنها فضانورد بازمانده در یک سفینه فضایی که وظیفهٔ نجات بشریت را بر عهده دارد
- ساندرا هولر در نقش اوا استرات، مافوق رایلند
- میلانا واینتروب
- کن لئونگ

## تولید
در مارس ۲۰۲۰ اعلام شد که مترو گلدوین میر قصد انجام معامله‌ای برای خرید این پروژه و تولید آن را دارد، که اقتباسی از پروژه درود بر مریم، رمان دهم اندی ویر که در آینده منتشر می‌شد، بود و رایان گاسلینگ برای ایفای نقش رایلند گریس در این فیلم انتخاب شد.

## انتشار
پروژه درود بر مریم در ۲۰ مارس ۲۰۲۶ در ایالات متحده اکران خواهد شد.